# Schloss Bergzabern
Das Schloss Bergzabern ist das Wahrzeichen der Stadt Bad Bergzabern und befindet sich in der dortigen Innenstadt.
Im Schloss residierten einst die Herzöge von Pfalz-Zweibrücken. Heute ist im Schloss die Verwaltung der Verbandsgemeinde Bad Bergzabern untergebracht.

## Geschichte
Im 12. und 13. Jahrhundert erbauten wahrscheinlich die Grafen von Saarbrücken auf dem Areal des heutigen Schlosses eine Wasserburg. Diese wurde im Jahr 1333 erstmals als „Feste Zabern by Lantecken“ erwähnt. 1385 fiel sie an die Kurpfalz und ging 1410 durch Erbfolge in den Besitz von Pfalz-Zweibrücken über.
Im Jahr 1525 zerstörten aufständische lothringische Bauern, die die Stadt eingenommen hatten, die Burganlage. Ludwig II. von Pfalz-Zweibrücken ließ die Anlage wieder aufbauen, nunmehr in Form eines Burgschlosses, also als Mischung von Wehranlage und unbefestigtem Schloss. Im Jahr 1532 wurde der Südflügel fertiggestellt, der noch heute mit den zwei Rundtürmen, die seinerzeit als Geschütztürme dienten, ins Auge fällt. Das Schloss war auch zu dieser Zeit noch durch einen Wassergraben geschützt.
Im Jahr 1676 wurde es nach einem Angriff französischer Truppen durch einen Brand weitgehend zerstört, aber nachfolgend (1720–1725) durch den schwedisch-zweibrückischen Baudirektor wieder aufgebaut. 1794 eroberten die Franzosen das Schloss, das 1803 als sogenanntes Nationalgut versteigert wurde. Etwa zu dieser Zeit wurde auch der umgebende Wassergraben verfüllt. Das Schloss gelangte in den Besitz der Stadt Bergzabern, erlitt bei einem Brand 1909 erheblichen Schaden und wurde dann als Schule genutzt, bis es nach umfassender Renovierung 1984 Sitz der Verbandsgemeindeverwaltung Bad Bergzabern wurde.

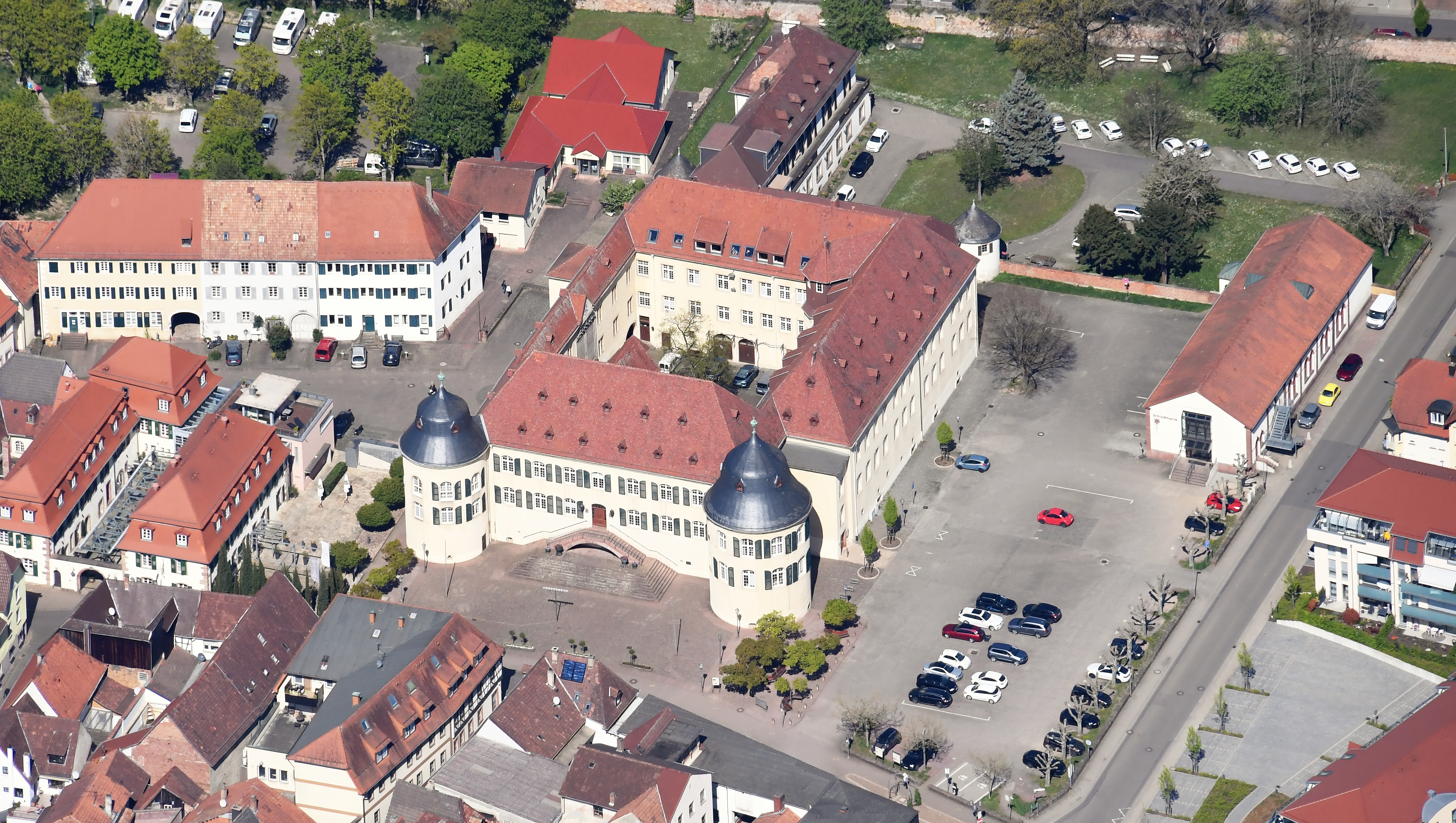
Luftbild von Südosten (2022)
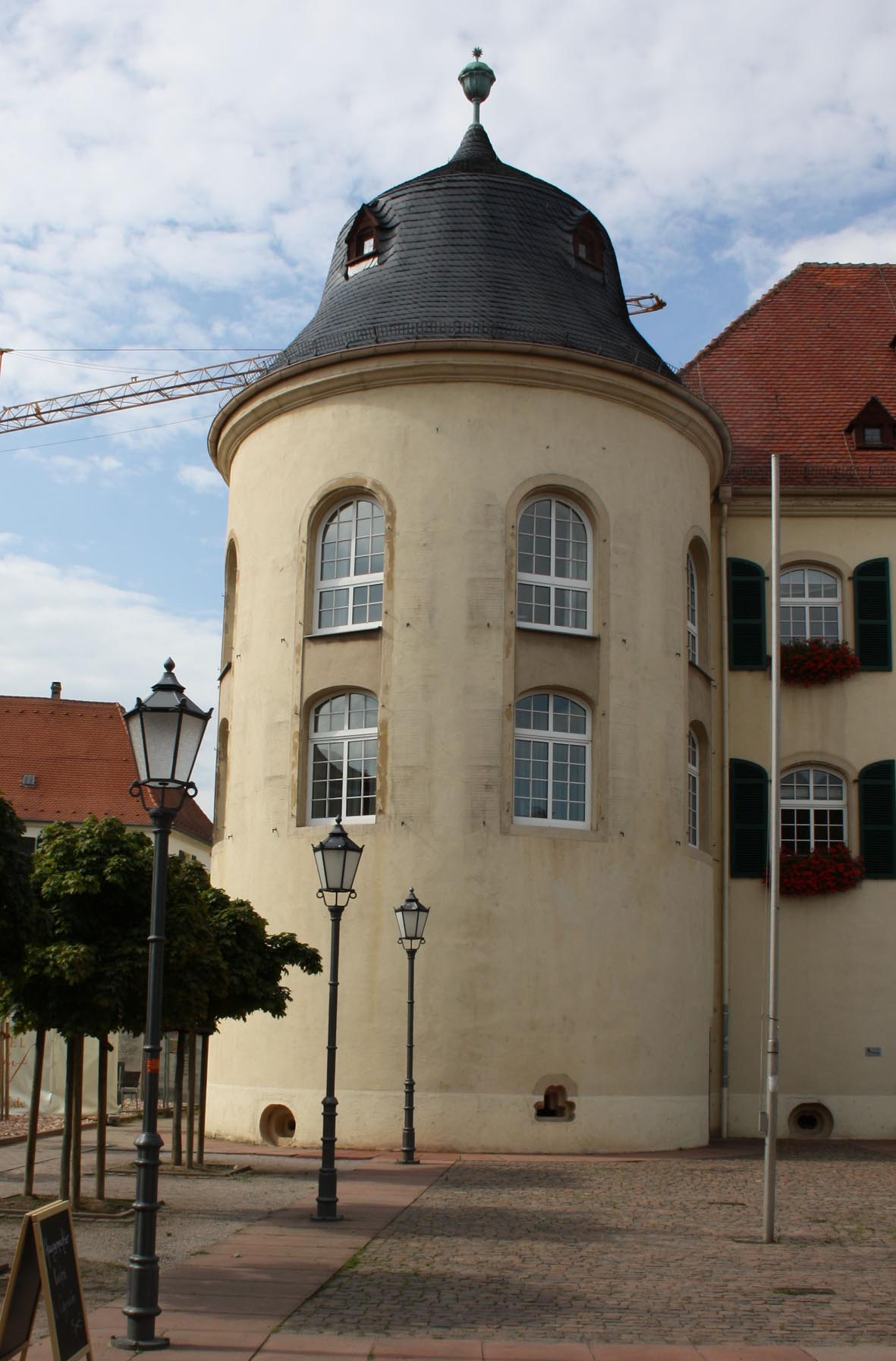
Westlicher Turm an der Südseite (2010)
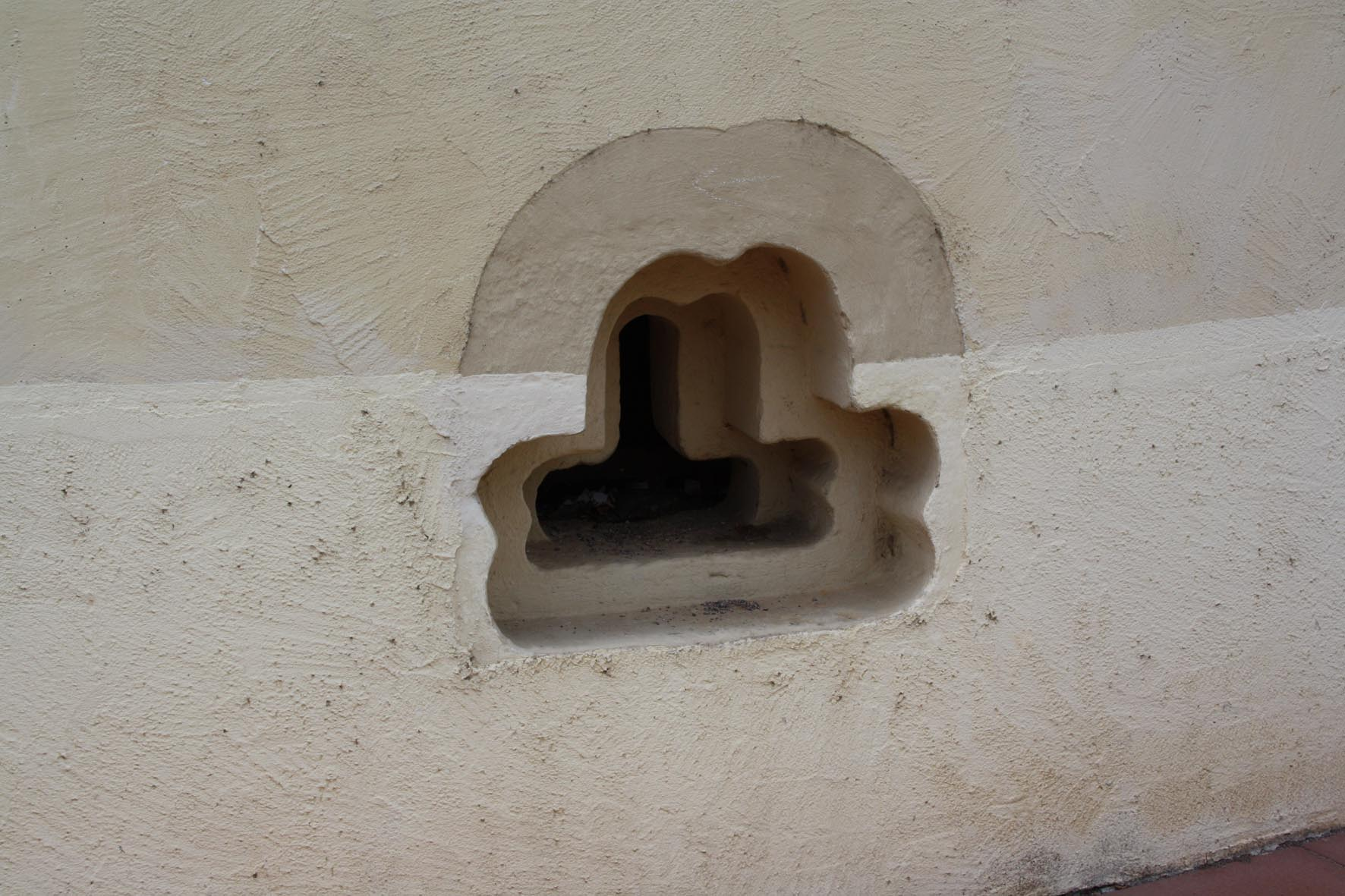
Brillenscharte (2010)
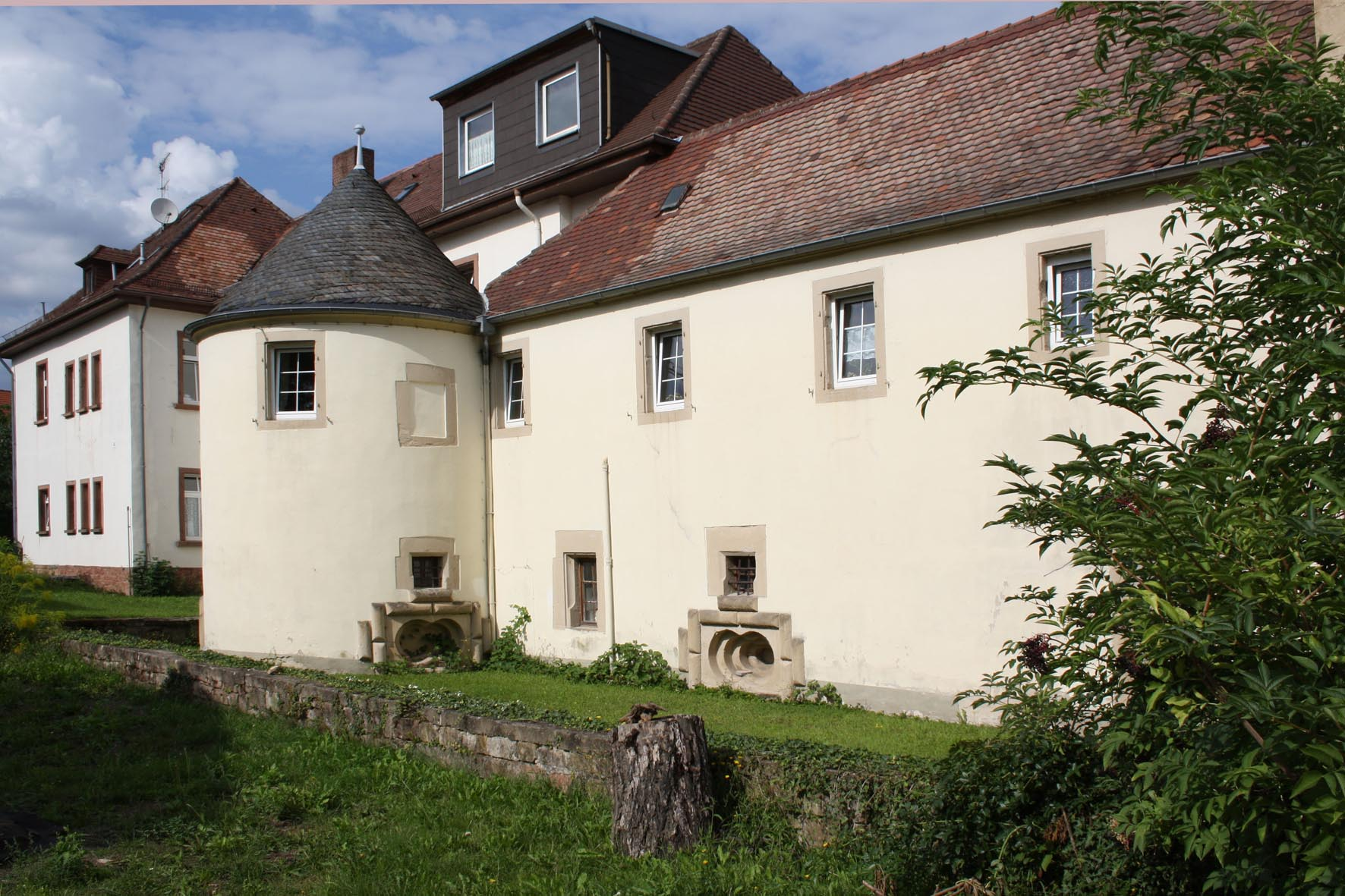
Turm an der Nordwestecke (2010)